# L'appello dell'innocente
L'appello dell'innocente (East Is West) è un film statunitense del 1930 diretto da Monta Bell.
Il film, ispirato ad un'opera teatrale di Broadway del 1918, era stato già realizzato in versione muta nel 1922 con lo stesso titolo (East Is West). Si tratta quindi di un remake.